# Букеларии
Фема Букеларии (греч. Βουκελλάριον θέμα) — военно-административная единица Византийской империи в северо-восточной Азии. Созданная в середине VIII века, она включала в свой состав большую часть Пафлагонии, а также некоторые районы Галатии и Фригии.

## История
Фема была основана в период между 743—767 годами императором Константином V (пр. 741—775), после расправы со стратигом Опсикия Артаваздом. Из его владения были выделены две новые фемы: Букеларии и Оптиматы, что было в духе императорской политики по ослаблению наместников. Своим названием новая фема была обязана воинским отрядам буккелариев, которые весьма часто становились телохранителями. К концу 7 века они создали элитное подразделение Опсикион, подчинявшееся доместику.
Стратиг Букелария впервые упоминается в 767 году, он проживал в Анкире, и за свою службу ежегодно получал 30 фунтов золота. Армия фемы насчитывала 8 000 человек. Несмотря на то, что основу её войска составляла кавалерия, в провинции существовал и небольшой флот. Но он состоял только из транспортных и торговых кораблей.
После поражения византийцев в битве при Манцикерте, фема досталась сельджукам. Но термин Букеларии использовался в Византии в качестве географического термина вплоть до 1263 года.

## География
Первоначально, фема простиралась от Чёрного моря до центра Анатолийского плато, и граничила на западе с фемами Оптиматы и Опсикий, на юге — с фемой Анатолик, на востоке — фемой Армениакон. Но в IX веке из северо-восточной части области была создана фема Пафлагония. Размеры провинции уменьшились при императоре Льве VI (пр. 886—912), и на отторгнутых территориях была создана фемы Каппадокия и Харсиан. В 9 веке, в Букеларии было два города и тринадцать крепостей, а в 10 веке — уже пять городов.